# Nikodem Popławski
Nikodem Janusz Popławski, né le 1er mars 1975 à Toruń, est un physicien polonais.
Il promeut la théorie selon laquelle chaque trou noir est une porte vers un autre univers et l'Univers a été formé dans un trou noir qui existe lui-même dans un plus grand univers. Cette théorie a été classée parmi les dix plus grandes découvertes scientifiques de l'année 2010 par National Geographic et Science.

## Publications
- (en) « Spacetime and fields », —,‎ 2009 (arXiv 0911.0334)
- (en) « Radial motion into an Einstein-Rosen bridge », Phys. Lett. B, vol. 687,‎ 2010, p. 110-113 (DOI 10.1016/j.physletb.2010.03.029, arXiv 0902.1994)
- (en) « Torsion as electromagnetism and spin », Int. J. Theor. Phys., vol. 49,‎ 2010, p. 1481-1488 (DOI 10.1007/s10773-010-0329-y, arXiv 0905.4284)
- (en) « Nonsingular Dirac particles in spacetime with torsion », Phys. Lett. B, vol. 690,‎ 2010, p. 73-77 (DOI 10.1016/j.physletb.2010.04.073, arXiv 0910.1181)
- (en) « Cosmology with torsion: An alternative to cosmic inflation (1) », Phys. Lett. B, vol. 694,‎ 2010, p. 181-185 (DOI 10.1016/j.physletb.2010.09.056, arXiv 1007.0587)
- (en) « Cosmology with torsion: An alternative to cosmic inflation (2) », Phys. Lett. B, vol. 701,‎ 2011, p. 672
- (en) « Cosmological constant from quarks and torsion », Annalen Phys., vol. 523,‎ 2011, p. 291 (DOI 10.1002/andp.201000162, arXiv 1005.0893)
- (en) « Matter-antimatter asymmetry and dark matter from torsion », Phys. Rev. D, vol. 83,‎ 2011, p. 084033 (DOI 10.1103/PhysRevD.83.084033, arXiv 1101.4012)
- (en) « Big bounce from spin and torsion », Gen. Relativ. Gravit., vol. 44,‎ 2012, p. 1007 (DOI 10.1007/s10714-011-1323-2, arXiv 1105.6127)
- (en) « Nonsingular, big-bounce cosmology from spinor-torsion coupling », Phys. Rev. D, vol. 85,‎ 2012, p. 107502

## Télévision
Nikodem Popławski apparaît dans l'épisode 5, intitulé Parallel Universes - Are They Real?, de la série documentaire Curiosity de Discovery Channel.